# Constantin Naumann
Constantin August Naumann (* 9. März 1800 in Blasewitz; † 21. November 1852 in Freiberg) war ein deutscher Mathematiker.

## Leben
Constantin Naumann war der jüngste Sohn des Komponisten, Dirigenten und Kapellmeisters Johann Gottlieb Naumann. Seine Brüder waren der Geowissenschaftler Carl Friedrich Naumann und der Mediziner Moritz Naumann. Er legte auf der Dresdner Kreuzschule die Reifeprüfung ab und studierte ab 1817 Mathematik, Physik, Chemie und Mineralogie an der Universität Leipzig. Im Jahr 1819 wechselte er an die Bergakademie Freiberg. Von März bis August 1821 studierte er an der Universität zu Berlin und ab Oktober 1821 an der Universität Göttingen. Von 1823 bis 1826 wirkte Naumann als Privatlehrer in Freiberg. Im Oktober 1827 wurde er Zweiter Professor für Mathematik an der Bergakademie. Bis zu seinem Tod im Jahr 1852 hielt er Vorlesungen über Reine und Höhere Mathematik. August Junge wurde 1855 sein Nachfolger.